# Simulium nganganum
Simulium nganganum es una especie de insecto del género Simulium, familia Simuliidae, orden Diptera.
Fue descrita científicamente por Elsen, Fain & de Boeck, 1983.